# Stockhammer

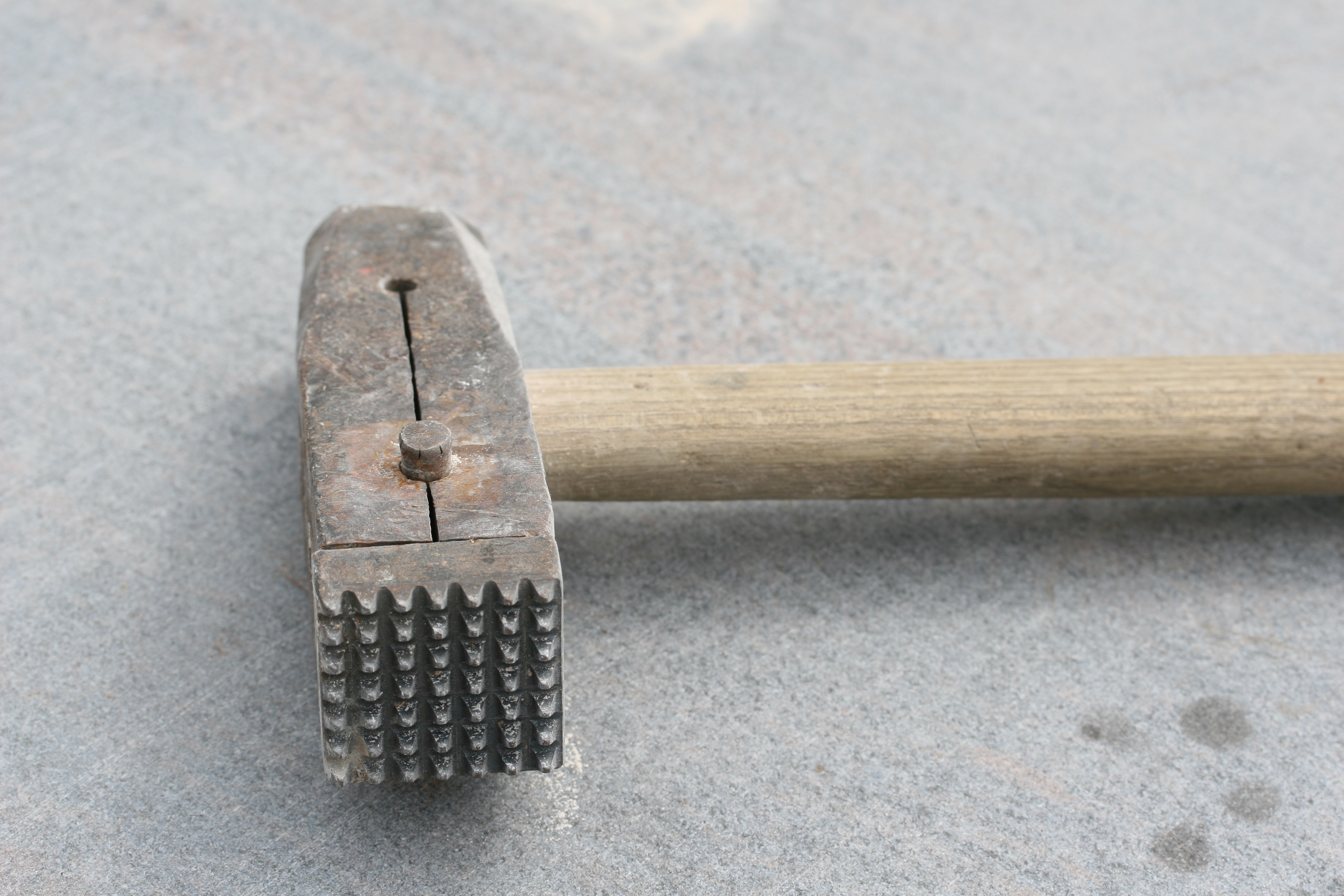
Stockhammer mit eingesetzter Stockhammerplatte (Patent: Bartsch)

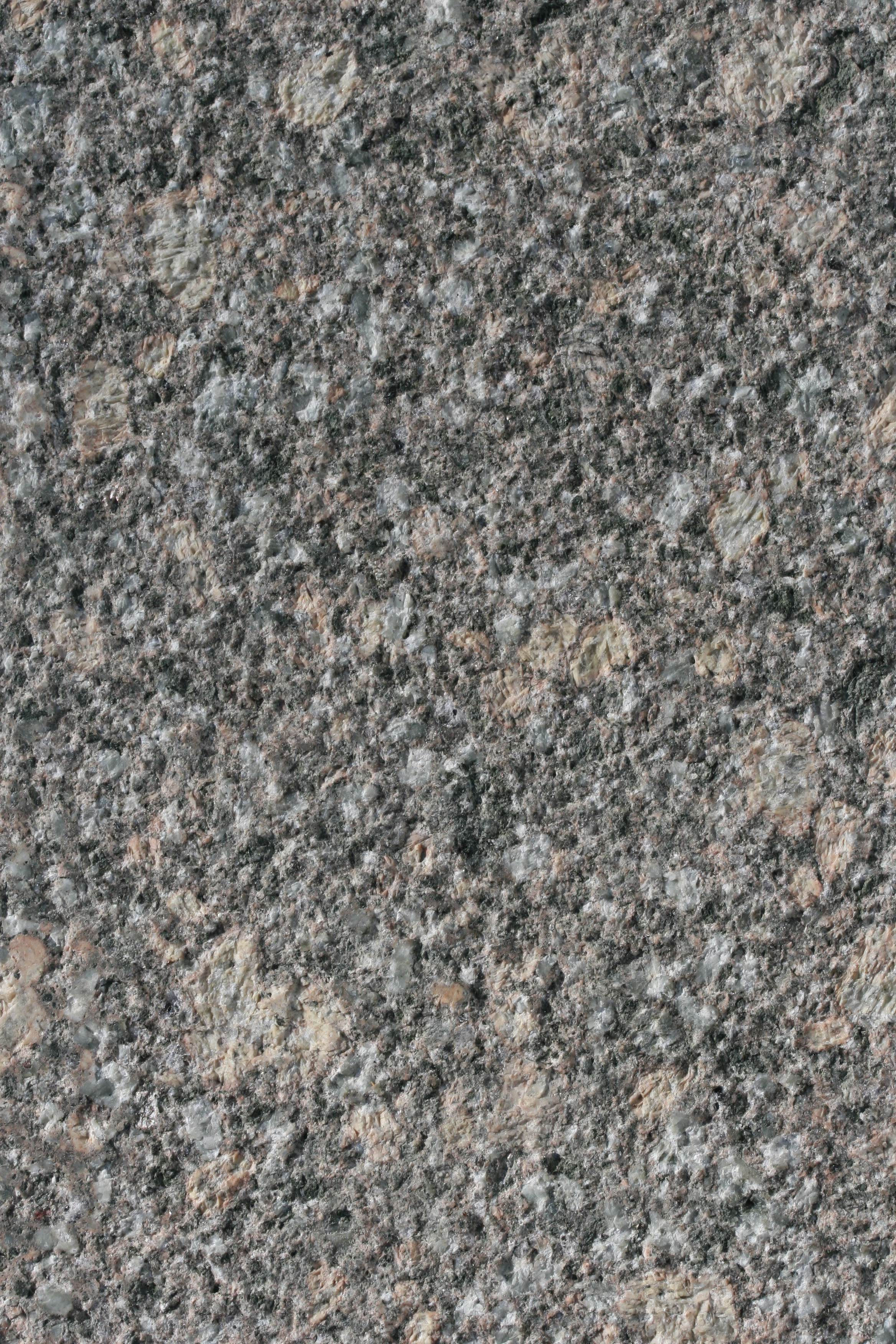
Fein gestockte Steinoberfläche

Der Stockhammer, auch Kronenhammer genannt, ist ursprünglich ein zweihändig geführtes hammerähnliches Handwerkzeug des Steinmetzen zum Einebnen, dem sogenannten Stocken, von gespitzten Steinflächen bei Hartgesteinen und härteren Gesteinen. Beton und Betonwerkstein kann ebenso gestockt werden (viele Betonbrückenpfeiler sind gestockt). Für Sandstein kommt dieses Werkzeug grundsätzlich nicht zum Einsatz, da es die Steinoberfläche so beschädigen kann, dass es zu schalenförmigen Abplatzungen kommt, wenn Sandsteine im Freien verbaut werden.

## Alter
Eine erste bildliche Darstellung eines Stockhammers stammt aus dem späten 17. Jahrhundert. Dort ist es als Kombinationswerkzeug mit einem Zweispitz dargestellt. Das gleiche Werkzeug findet sich in der Großen Encyclopédie von Diderot/ d’Alembert, dort wird es auch konkret als boucharde benannt. Auch in Italien scheint das Werkzeug im 17. Jahrhundert in Gebrauch gewesen zu sein. Mit dem Zeitalter der Industrialisierung, in Zusammenhang mit der zunehmenden Verarbeitung von Hartgestein, findet er eine vermehrte Anwendung.
Einige Autoren möchten das Aufkommen des Stockhammers bereits in die Antike datieren. So werden bei Casson
Beispiele aus dem Alten Ägypten und der griechischen Antike genannt – da Casson offensichtlich kein Praktiker ist, sind diese Aussagen kritisch zu werten (so auch die Einschätzung von Bessac, S. 83ff.). Auch Etienne behauptet, Stockhammerspuren seien auf der Rückseite der Giebelfiguren vom Zeustempel in Olympia (5. Jh. v. Chr.) zu sehen. Da Etienne Bildhauer war, sollte eine Verwechslung mit den Werkspuren der Zahnfläche eigentlich auszuschließen sein. Widersprüchlich äußert sich jedoch Carl Blümel hierzu, er verweist ebenfalls auf die Rückseiten der „Giebelfiguren am Zeustempel von Olympia“, hier sieht er nur Spitzhiebe.
In einer weiteren Publikation wird behauptet, an einer französischen Kirche seien an Steinen, die im späten Mittelalter hergestellt wurden, Werkspuren des Stockhammers zu sehen.

## Formen
Eine oder beide Schlagflächen des Stockhammers sind mit Zähnen in Pyramidenform versehen, die in der Regel im Quadrat angeordnet sind. Je nach Grobheit der zu erzielenden Bearbeitung ist die Anzahl der Zähne und die Zahnbreite unterschiedlich. Die Anzahl der Zähne wird durch die quadratische Anordnung festgelegt: 4, 9, 16, 25, 36, 64. Die Zahnbreiten schwanken von 10 bis 12 mm für „grob gestockte“ Bearbeitung, 6 bis 7 mm für „mittel gestockt“, 4 bis 5 mm „feingestockt für Bauarbeiten“, 4 mm „fein und schleifgerecht gestockt“ und 3 mm für „feinstgestockt“. Fernerhin gibt es Stockhämmer von unterschiedlicher Größe und Gewicht.
Die Oberflächen, die die Stockhämmer erzeugen, weisen, je nach Anzahl und Größe der Zähne, unterschiedliche Rauigkeitsgrade auf. Gestockte Oberflächen werden aus optischen Gründen gewählt. Des Weiteren werden Naturstein- und Betonwerksteinoberflächen im Freien zur Verbesserung der Rutschsicherheit gestockt.
Die ersten Stockhämmer waren aus Werkzeugstahl mit angeschmiedeten Spitzen, sogenannte Massivstockhämmer. Mittlerweile wurden diese abgelöst durch Stockhämmer mit eingelöteten Widia-Hartmetall-Einsätzen, die nachgeschliffen werden können. Eine weitere Variante bilden Patentstockhämmer mit auswechselbaren Metall- oder Hartmetall-Formplatten.
Neuerdings gibt es elektrische Handschleifmaschinen und stationäre Wandarmschleifmaschinen, die mit speziell konturierten Schleifscheiben gestockte Steinoberflächen herstellen können.

Stockhammer-Einsätze finden heute auch Verwendung in der maschinellen Steinbearbeitung, in Druckluft- und Elektro-Schlaghämmern sowie in Stockmaschinen. Wenn die manuell bedienten Hämmer in Gerätschaften befestigt werden, um die Arbeit zu rationalisieren und um die Beschäftigten vor den Vibrationen zu schützen, werden diese Stockmaschinen genannt. So können auch Betonoberflächen bearbeitet werden.

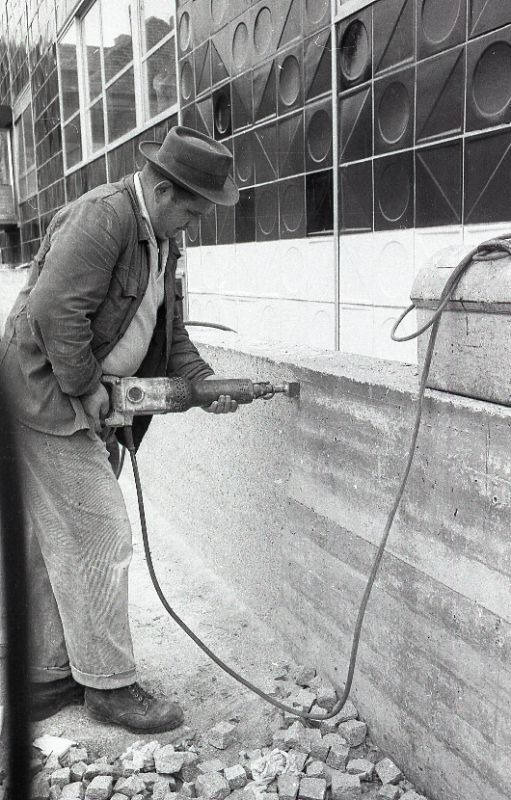
Oberflächenbearbeitung einer Betonfläche mit dem Pressluft-Stockhammer, 1964 (Stadthalle Göttingen, Foto: Fritz Paul)

## Ähnliche Werkzeuge
- Riffelhammer

## Berufe
- Steinbildhauer
- Steinmetz